# Dzsazíra

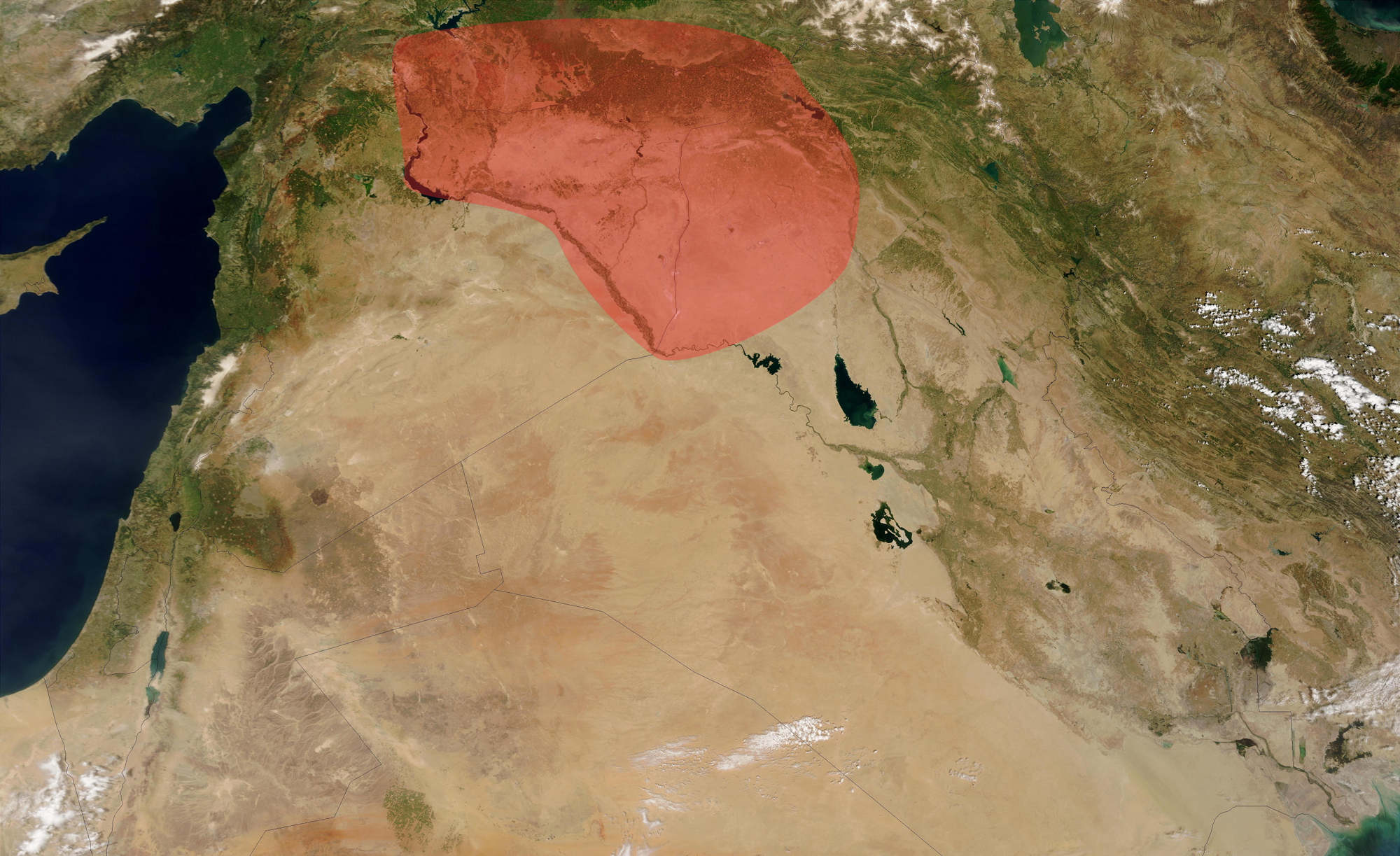
Az al-Dzsazíra régió

Felső-Mezopotámia, arab nevén al-Dzsazíra („a sziget”; arab betűkkel الجزيرة [al-Ǧazīra]) a középkori muszlim világ egyik nagy régiója volt. Területe nagyjából egybeesik az ókori Asszíriáéval (illetve a a későbbi Oszroénével és Adiabénével). Ma Délkelet-Törökország, Északkelet-Szíria és Észak-Irak osztozik rajta.

## Földrajza
Északon a Torosz-hegység keleti vonulatai választották el az Anatóliai-fennsíktól, keleti határát pedig a Zagrosz hegyei jelölték ki. Nyugaton és délnyugaton az Eufrátesz választotta el a jórészt lakatlan Szír-sivatagtól, illetve az észak-szíriai tartományoktól. Déli határa nehezebben megfogható volt, ezért többféleképpen is meghatározták. A határ a legtöbb verzió szerint vagy Ána, vagy Anbár eufráteszi városától indult kelet felé, és a valamivel Tikrít felett metszette a Tigris vonalát. Nagyjából ettől a vonaltól délre feküdt az Irak néven ismert tartomány, amely a két nagy folyam alluviális síkságát foglalta magába, és intenzív öntözéses földművelés folyt rajta. A Dzsazíra ezzel szemben nagyrészt köves, füves pusztaság volt, amit jórészt legelőként hasznosítottak. Számottevőbb mezőgazdasági tevékenység a két nagy folyam és mellékfolyói – az Eufráteszbe ömlő Balíh és Hábúr, illetve a Tigrisbe folyó Nagy- és Kis-Záb – közelében folyhatott, és a nagyobb települések is itt alakultak ki.
A zömmel sík területet helyenként alacsonyabb dombok és hegyek szakítják meg: az Abd al-Azíz-hegység a Balíh és a Hábúr között (Szíria), a Túr Abdín (Törökország) és a Szindzsár-hegység a Hábúr és a Tigris között, illetve a Kis-Záb és a Tigris összefolyásánál az utóbbitól nyugatra húzódó Makhúl-hegység, és a keletre eső Hamrín-hegység (Irak).

## Igazgatási felosztása, főbb települései
A Dzsazíra a középkor során három nagyobb régióra oszlott, melyek a kalifátus 10. századi szétesését követően nem feltétlenül voltak egységes tartományok vagy államok. A régiókat egy-egy preiszlám időkben ott megtelepült arab törzs szállásterületéről (dijár) neveztek el.

### Dijár Rabía
A legnagyobb tartomány a déli és keleti vidékeken elterülő, a Hábúr és a Tigris, valamint mellékfolyóik völgyét egyaránt magába foglaló Dijár Rabía volt Moszul központtal. Ma területein Törökország, Szíria és Irak osztozik. A Tigris és Zagrosz közti, már a középkorban is részben kurdok lakta vidék legjelentősebb települése Erbíl volt; ettől délre Dakúk/Taúk (a mai Kirkuk közelében), északra pedig al-Amádijja (kurdul Amêdî) volt regionális központ. A Tigris mentén, Moszultól délre a kora középkorban jelentős település volt a II. Marván omajjád kalifa által szászánida romokon felépíttetett al-Hadísza (a Felső-Záb és a Tigris találkozásánál), valamint Szinn (az Alsó-Záb torkolatánál), ám ezek, valószínűleg a két Záb mederváltozásai miatt már a 13. századra eltűntek. Észak felé a Tigris egy kanyarulatában fekvő, árokkal mesterséges szigetté alakított Dzsazírat Ibn Umar („Ibn Umar szigete”, a mai Cizre, a szír-török-iraki hármas határ közelében) volt a legfontosabb település. 
Cizrétől nyugatra, nagyjából Mardin városáig húzódik a Túr Abdín nevű dombvidék, amely mindmáig jelentős, számos kolostorral rendelkező (jakobita) keresztény közösségnek ad otthont. A hegység jelentős városa a középkorban erődjéről híres Mardin (arabul Márdín), a Hábúr egyik mellékfolyója közelében. Mardin és Cizre között, a hegység déli lejtőinél, a ma Çağ-çağ (kurdul Cex-cex, arabul Dzsagdzsag/Dzsakdzsak) néven ismert folyó termékeny partjain fekvő Nusaybin (az ókori Nisibis) az egész középkorban megőrizte regionális jelentőségét. A Hábúr felső szakaszának legfontosabb települése a középkorban Rasz al-Ajn volt, amely Nusaybinhoz hasonlóan mezőgazdaságáról volt híres. A Hábúr mentén a középkorban főként gyapotot termeltek; alsó szakaszain a mára eltűnt Arbán vagy Arabán és a hajóhídjáról ismert Mákiszín/Majkaszín számított fontosabb településnek.
Dijár Rabía két nagy, észak-déli irányú folyama között a középkor folyamán egy összekötő csatorna létezett Szarszár néven. Ez a Dzsagdzsagból eredt, nem messze onnan, ahol találkozott a Hábúrral egy mára eltűnt, Szukajr al-Abbász nevű településnél (a mai szíriai tartományi központ, al-Haszaka közelében). A Szarszár kelet felé, a Szindzsár-hegység déli pereme mentén haladt, majd élesebben délkeletre fordulva elhaladt Hatra romjai mellett, és Tikrít közelében érkezett a Tigrisbe. A csatorna mentén élénk mezőgazdasági tevékenység folyt, legfontosabb települése Szindzsár volt (ma Irak). A késő középkorra a korábban hajózható mélységű csatorna feltöltődött és vízhozama igen csekéllyé vált, mellette visszaszorult az lakosság.

### Dijár Mudar
A nyugati térség, amelynek súlypontja a Balíh mentén helyezkedett el, de az Eufrátesz mentén egészen a Hábúr torkolatáig nyúlt, Dijár Mudar néven volt ismert. Ma Törökország és Szíria osztozik rajta. Központja Rakka (az ókori Callinicum, majd Nicephorium; ma Szíria) városa volt a Balíh és az Eufrátesz összefolyása közelében. Rakka (pontosabban a nevét és helyzetét idővel átvevő, szomszédságában a 8. század második felében felépített ar-Ráfika) a 9. század elején Hárún ar-Rasíd kalifa nyári székhelyéül is szolgált. A Balíh-völgy két kiemelt jelentőségű települése Harrán (az ókori Carrhae; ma Harran, Törökország) és északabbra, a Balíh egyik mellékfolyójának partján fekvő Edessza (az ókori Callirrhoe, arabul ar-Ruha; ma Şanlıurfa, Törökország) volt. Edesszának a középkorban mindvégig jelentős keresztény lakossága maradt, és határközeli helyzete miatt több ízben gazdát cserélt muszlimok és bizánciak között. 1098–1144 között a róla elnevezett keresztes állam, az Edesszai Grófság székhelye volt.
Rakkától délkeletre, az Eufrátesz mentén csupán a Hábúr torkolatvidékén volt jelentősebb település: eleinte az ókori Circesium (arabul Karkíszija), majd ennek helyét a 9. századtól ar-Rahba vette át (ma al-Majádín, Szíria), ami a késő középkorban afféle végvárként szolgált. Rahbán túl a mintegy 200 kilométerre fekvő, szintén nem túl nagy Ánáig az Eufrátesz mentén nem volt jelentősebb település. Időnként Dijár Mudarhoz sorolták a Rakkától északnyugatra, az Eufrátesz jobb partján fekvő fontos átkelőket. Bálisz (az ókori Barbalissus; romjai az Aszad-tóban vannak elárasztva a szíriai Maszkana közelében) az egyik legfontosabb átkelőhely volt a folyam két partja között, de a késő középkorra az Eufrátesz medre eltávolodott a várostól, így az jelentőségét vesztette. Dzsiszr Manbidzs („Manbidzs hídja”) nevét a tőle mintegy 30 kilométerre nyugatra fekvő Manbidzsról és az itt lévő hajóhídról kapta. A települést egy máig meglévő vár védelmezte (Kalaat Nadzsm, „Csillag-vár”). Szumajszát (az ókori Samosata, törökül Samsat; ma romjai az Atatürk gát által létrehozott tóban találhatóak) a bizánci határ egyik legfontosabb és legerősebb végvára volt, de a szeldzsuk hódítás után jelentőségét vesztette.
Az Eufrátesz és a Balíh völgye közti legfontosabb település az észak-déli (Rakka–Szumajszát) és kelet-nyugati (Edessza/Harrán–Manbidzs) útvonalak metszésőpontjában fekvő Szarúdzs (ma: Suruç, Törökország) volt.

### Dijár Bakr
A legkisebb dzsazírai tartomány az északon, a Tigris forrásvidékén elhelyezkedő – ma teljes egészében Törökországhoz tartozó – Dijár Bakr volt, amit a Túr Abdín hegyei választottak el Dijár Rabíától, székhelye pedig Ámid (az ókori Amida, ma Diyarbakır) volt. A tartomány másik legfontosabb városa Majjáfárikín (az ókori Martüropolisz; ma Silvan, Törökország) volt a központtól északkeletre, a Tigris egyik mellékfolyója mentén. Délkeletre, lejjebb a Tigris mentén feküdt az erős váráról és lenyűgöző magasságú hídjáról ismert Hiszn Kajfá (az ókori Kiphasz, ma Hasankeyf). Időnként a keletebbre, a Tigris egyik mellékfolyója mentén fekvő Száirt/Szíird/Iszírt (ma: Siirt) települést is Dijár Bakrhoz sorolták, bár alapvetően Örményországhoz tartozott.

## Története
Természeti adottságaiból következően mindig is nagy volt az itt élő nomád arab (beduin) és kurd törzsek létszáma és súlya. A területet 639 augusztusától kezdve hódoltatták a muszlimok Ijád ibn Ganam al-Asaari szíriai helytartó vezetésével, aki 640 decemberéig tartó, az örmény területeken végződő hadjárata során csak Rasz al-Ajn részéről talált komolyabb ellenállásra: a többi település rövid harc után kapitulált (a megadási feltételek mintájául szinte mindenhol az edesszaiak békeszerződése szolgált). A hadjárat befejezése Ijád távozása és halála után Umajr ibn Szaad al-Anszárira maradt, aki heves harc után elfoglalta Rasz al-Ajnt, majd az iraki határvidék településeit és erősségeit az Eufrátesz mentén. I. Muávija omajjád kalifa helytartósága alatt jelentős számú beduint telepített le a térségben.
Az elkövetkező századokban a Bizánci Birodalom elleni háborúskodás mindenekelőtt Dijár Bakrot és Dijár Mudart érintette, lévén határ menti területek; Dijár Rabía a központhoz közel jelentős élelemellátója volt Bagdadnak és az iraki nagyvárosoknak. A nomádság körében gyakran folyt sikeres államellenes agitáció, ezért az Omajjádok és a korai Abbászidák idején több háridzsita színezetű lázadás robbant ki a területen. A térség először több kisebb hadúr és helyi törzsfő vezetésével a 9. század végén függetlenedett, amikor a szamarrai anarchia következtében megroppant a birodalom. 
A 10. században a helyi eredetű Hamdánidák dinasztiája uralta az egész térséget, ahol bukásuk után a nomádok vették át a hatalmat: Dijár Rabía az Ukajlidák, Dijár Mudar a Mirdászidák, Dijár Bakr pedig a kurd Marvánidák kezébe került. A térséget nomád törökök árasztották el a 11. század közepén, és a Nagyszeldzsuk Birodalom század végi szétesését követően a Dzsazírában ismét több kisebb fejedelemség jött létre utóbbiakra támaszkodva. Az egyesítést a moszuli Imád ad-Dín Zangi kezdte meg, és fia, Núr ad-Dín Mahmúd vitte végig a keresztes államok ellen harcolva. A Dzsazíra ezután az Ajjúbida-dinasztia birtoka maradt a 13. századi mongol támadásokig, amelyek nyomán nyugati fele - nagyjából Dijár Mudar egésze - a Mamlúk Birodalom fennhatósága alá került. Dijár Rabía és Dijár Bakr előbb az iráni Ilhánidák, bukásuk után pedig a bagdadi Dzsaláiridák kezébe került, végül a 15. században a török Karakojunlu és Akkojunlu törzsszövetségek uralták. Újraegyesítésére csak az Oszmán Birodalomban került sor a 16. század első felében. Az első világháború után a területet felosztották az újonnan létrejött Szíria és Irak, valamint Törökország között.